# High-Bandwidth Digital Content Protection
HDCP acrònim de High-Bandwidth Digital Content Protection, que vol dir Protecció de Continguts Digitals en Gran Amplada de banda, és una especificació desenvolupada per Intel per a controlar els continguts d'àudio i vídeo digitals a través de les connexions HDMI i DVI. És un tipus de sistema de control digital de drets DRM. L'especificació és de propietat i les seves implementacions han d'obtenir la llicència de Digital Content Protection, LLC subsidiària de Intel.

## Aplicació
Tots els generadors de senyal digital hauran de codificar-lo amb HDCP abans de donar-li sortida.
Si el receptor no té decodificació HDCP, l'emissor podrà subministrar el senyal analògic previ mostreig en la resolució estàndard (sense alta definició).